# Gotse Deltsjev (stad)
Gotse Deltsjev (Bulgaars: Гоце Делчев) is een stad in de oblast Blagoëvgrad in het zuidwesten van Bulgarije. De stad is vernoemd naar de Bulgaarse revolutionaire Gotse Deltsjev. Tot 1950 heette de stad Nevrokop, een naam van Griekse oorsprong.
Vlak bij de stad bevinden zich de resten van de ommuurde Romeinse stad Nikopolis Ad Nestrum, gesticht in de 2e eeuw om de overwinningen op de Daciërs te vieren. Archeologische opgravingen op de vindplaats werden in 1986 gestopt wegens gebrek aan fondsen.
Er is een ziekenhuis genaamd Teken van hoop (Bulgaars: Символ на надеждата), dat is gespecialiseerd in operaties aan het endocrien systeem. Dit hospitaal is gesticht met de hulp van de Union der freie Evangelischen Kirchen in Deutschland.

## Gemeente Gotse Deltsjev
De stad Gotse Deltsjev is de hoofdstad van de gelijknamige gemeente Gotse Deltsjev. De gemeente Gotse Deltsjev bestaat uit de stad Gotse Deltsjev en tien omliggende dorpen. Eind 2016 telt de gemeente Gotse Deltsjev 30.197 inwoners, waarvan 18.552 in de stad Gotse Deltsjev en 11.645 in de omliggende dorpen.  Het dorp Brezinitsa is het dichtbevolkst: er wonen meer dan drieduizend mensen. 
| stad Gotse Delchev     | 11.115 | 12.577 | 14.358 | 16.845 | 19.747 | 20.454 | 20.426 | 19.219 | 18.552 |
| dorp Brezinitsa        | 1.988  | 2.286  | 2.634  | 2.750  | 3.052  | 3.304  | 3.339  | 3.379  | 3.303  |
| dorp Musomisjta        | 2.185  | 2.421  | 2.437  | 2.428  | 2.483  | 2.488  | 2.333  | 2.107  | 2.004  |
| dorp Kornitsa          | 1.410  | 1.706  | 1.817  | 1.763  | 1.947  | 1.745  | 1.656  | 1.666  | 1.624  |
| dorp Lazhnitsa         | 714    | 785    | 1.109  | 1.300  | 1.429  | 1.616  | 1.444  | 1.602  | 1.597  |
| dorp Borovo            | 581    | 580    | 765    | 1.017  | 1.170  | 1.201  | 1.213  | 1.138  | 1.051  |
| dorp Boekovo           | 339    | 448    | 530    | 645    | 734    | 837    | 878    | 917    | 939    |
| dorp Banitjan          | 648    | 668    | 632    | 769    | 802    | 792    | 706    | 611    | 556    |
| dorp Gospodintsi       | 483    | 441    | 434    | 402    | 464    | 422    | 431    | 508    | 500    |
| dorp Deltjevo          | 879    | 850    | 621    | 403    | 189    | 143    | 94     | 51     | 39     |
| dorp Dobrotino         | 983    | 1.066  | 794    | 325    | 134    | 70     | 51     | 38     | 32     |
| gemeente Gotse Delchev | 21.740 | 24.268 | 26.491 | 28.915 | 32.110 | 33.074 | 32.571 | 31.236 | 30.197 |

#### Demografische situatie
De bevolking daalt minder snel dan de rest van Bulgarije. In 2016 werden er 303 kinderen geboren, terwijl er 350 mensen stierven. Het geboortecijfer is 10,0‰ en het sterftecijfer is 11,6‰. Verder vestigden 344 mensen zich in de gemeente, terwijl 406 mensen de gemeente verlieten. De bevolkingsaanwas is negatief en bedraagt -109 (-47 vanwege negatieve natuurlijke bevolkingsgroei en -62 vanwege emigratie). 

#### Etniciteit
De meeste inwoners zijn etnische Bulgaren, namelijk 73%. Verder gaf 24% van de bevolking aan etnisch Turks te zijn, maar de meeste hiervan zijn gewoon Pomaken. Er woont ook een kleine Romagemeenschap, vooral in de stad Gotse Deltsjev (ongeveer 1% van de bevolking). 

#### Religie
De meeste inwoners behoren tot de Bulgaars-Orthodoxe Kerk, namelijk zo'n 65% van de totale bevolking. De orthodoxen wonen voornamelijk in de stad Gotse Deltsjev. Verder is zo'n 31% van de bevolking islamitisch: de meeste hiervan zijn Pomaken. De Pomaken wonen voornamelijk op het platteland en leven van de tabaksteelt. Het overige gedeelte van de bevolking bestaat uit atheïsten, katholieken, protestanten en overige religieuze groepen.

## Geboren
- Rosen Plevneliev (1964), president van Bulgarije (2012-2017)
- Mariya Gabriel (1979), politica
- Christo Zlatinski (1985), voetballer
- Georgi Samokisjev (1987), voetballer
- Vasil Bozhikov (1988), voetballer